# فابيو زونيغا
فابيو زونيغا (بالإنجليزية: Fabio Zúñiga)‏ هو لاعب كرة قدم أمريكي في مركز الهجوم، ولد في 11 يونيو 1981 في سوميت في الولايات المتحدة. لعب مع نيو إنغلاند ريفولوشن.

## وصلات خارجية
- فابيو زونيغا على موقع الدوري الأمريكي (الإنجليزية)
- فابيو زونيغا على موقع قاعدة بيانات كرة القدم.إي يو (الإنجليزية)